# Крістіна Гук
Крістіна Гук (англ. Kristina Hook) – американська спеціалістка з антропології, дослідниця Голодомору та сучасної російсько-української війни як геноцидального явища; доцентка кафедри управління конфліктами Школи управління конфліктами, миротворчості та розвитку Університету Кеннесо (Джорджія). 

## Академічна кар'єра
Крістіна Гук отримала ступінь доктора філософії з досліджень миру та антропології в Інституті міжнародних досліджень миру Крока та на кафедрі антропології Університету Нотр-Дам. Як антрополог і науковець-практик, доктор Гук спеціалізується на запобіганні геноциду та масовим злочинам, нових технологіях та дезінформації, постконфліктній відбудові та деградації навколишнього середовища, пов'язаній з війною. Спеціалістка щодо справ України та Росії; колишня стипендіатка Фулбрайта в Україні, доктор Гук працювала в понад 25 країнах, включаючи Східну Європу, Балкани, Близький Схід, Східну Африку, Південно-Східну Азію та Карибський басейн.

### Дисертаційна робота
Д-р Гук є головним автором книги The Russian Federation's Escalating Commission of Genocide in Ukraine: A Legal Analysis, опублікованої в липні 2023 року New Lines Institute та Центром прав людини імені Рауля Валленберґа. За підтримки Національного наукового фонду, програми Фулбрайта, USAID та інших грантів і стипендій, д-р Гук доклалась до публікації книги, в якій обговорюється історичний геноцид України, Голодомор, здійснений Йосипом Сталіном, і те, як сучасні лідери інтерпретували цю історію, беручи до уваги як сучасну геноцидну війну Росії, так і вражаючий опір України. Ця книга базується на понад 8 роках досліджень російсько-української війни, включаючи 2,5 роки польових досліджень у 32 українських містах і селищах. Її книга також базується на її докторській дисертації, яка отримала нагороду Інституту міжнародних досліджень Келлоґа як видатна дисертація з питань демократії та прав людини, а також була номінована на кілька інших університетських та міжнародних нагород.

### Афіліації та громадська робота
До початку академічної діяльності др. Гук працювала радницею з питань політики в Бюро операцій з питань конфліктів та стабілізації Державного департаменту США, а також політичним/економічним співробітником у посольстві за кордоном. Вона отримала почесну нагороду Державного департаменту США за свою роботу щодо запобігання масовим злочинам та реагування на них, а також була стипендіаткою Президентського фонду з управління 2013-2015 років. Вона також обіймала керівні посади в кількох неурядових організаціях, що займаються міжнародним розвитком та врегулюванням конфліктів. Від 2020 до 2023 року вона працювала позаштатним науковим співробітником Центру інновацій та майбутньої війни імені Крулака при Університеті морської піхоти. Др. Гук також регулярно консультує урядові та неурядові правозахисні організації. В даний час др. Гук є позаштатним старшим науковим співробітником Євразійського центру Атлантичної ради.

### Ювілейна лекція пам'яті Голодомору в Торонто
В 2023 році Крістіна Гук була запрошеним спікером на ювілейній щорічній лекції пам'яті Голодомору Консорціуму HREC та Школи глобальних відносин Мунка при Університеті Торонто. Її лекція була присвячена пам'яті жертв Голодомору у його знаменну 90-ту річницю, а також визнанню стійкості українців, як минулого, так і сьогодення. Вона звернула увагу на той факт, що геноцид – це найбільш вкрай антисоціальна людська поведінка. Оскільки д-р Гук почала інтерв'ювати українців ще у 2015 році, щоб самостійно зрозуміти Голодомор у контексті геноциду, вона поділилася особливо проникливим зауваженням однієї з опитаних, яка на запитання, що для неї означає Голодомор, відповіла, що це було знищенням українського світу. І це зауваження стало частиною назви її докторської дисертації. Вона говорила про надзвичайні соціальні наслідки Голодомору, про переслідування всього існування народу: ідентичності, майна, членів сім'ї, стосунків, тобто усього, що складає цілий світ для кожної людини. Вона додала, що саме це знову відбувається через війну в Україні сьогодні.
Д-р Гук побудувала свою доповідь навколо трьох питань: Що таке геноцид — у праві, політиці та дослідженнях; Чому Москва двічі вчинила геноцид проти України лише за 90 років? І як дослідження геноциду можуть допомогти нам зрозуміти Голодомор і зупинити Росію сьогодні? Вона обговорила категорії злочинів (воєнні злочини, злочини проти людяності та геноцид), їх правові визначення, законодавство, політику та дослідження щодо них, що у них спільного та що їх відрізняє. Вона наголосила, що геноцид включає як дії, так і наміри, і є злочином без строку давності, як це передбачено Конвенцією про геноцид 1948 року, ратифікованою 153 країнами (включаючи Росію).
Вона згадала чотири ключові уроки, що випливають з її дослідження: логіка злочинців, наміри, мережі та результат. Вона розповіла про різні рівні скоєння: безпосередні злочинці, організатори, уповноважені особи, ті, хто сприяють, та сторонні спостерігачі. Як у минулому, так і зараз, центральним для логіки злочинців є ставлення до людей як до витратного матеріалу. Це також є частиною логіки імперії. В результаті суспільства, включаючи сучасне російське суспільство, поводяться так, як вони звикли, і роблять це без огляду на наслідки. Звідси їхня добровільна участь у насильницькому знищенні ідентичності та існування інших. Таке групове мислення всього суспільства відображає масштаби злих намірів і проявляється у моделях ескалації та, пов'язаних з ними, нових гаслах (наприклад, «денацифікація», «десатанізація» і тому подібне). Руйнування «ворожого» світу вводиться в систему. Д-р Гук послалася на фундаментальну роботу професора Ольги Андрієвської в цій галузі, яка описала період Голодомору як радикальний розрив в українській історії та житті з багатьма втратами на багатьох рівнях, що призвело до генералізації результату. Сьогодні Російська Федерація свідомо та моторошно посилається на минулі наративи та знову спотворює історію, щоб тероризувати у тотальний спосіб, вважаючи, що їй це зійде з рук не лише в Україні, а й в інших частинах світу.

### Путінська війна в Україні як геноцид
У даному разі сталінська ненависть до українців переросла в путінську. Колишня сталінська брехня, пропаганда, помножена на військові та адміністративні механізми, переродилася в сучасну російську злочинну машину, яка намагається викрадати та зомбувати українських дітей і дорослих. Вбиваючи тисячі, репресуючи сотні тисяч і позбавляючи майна та переміщаючи мільйони, російська геноцидальна машина вдосконалюється в творенні зла, роблячи співучасником злочинів усі шари російського населення. 
Крістіна вважає, що через міжнародне законодавство, вироблення політик і дослідження обох паралельних у часі явищ – Голодомору і сучасного російського геноциду проти українського народу – можна знайти спосіб зупинити криваву геноцидну машину та запобігти подібним злочинам у майбутньому. Вона висловила впевненість, що російська держава, яка підписала Конвенцію про геноцид 1948 року, буде невідворотно покарана, незважаючи на всі її виверти.
Звертаючись до історичних напрацювань одного з натхненників і розробників міжнародного законодавства проти геноциду Рафала Лемкіна (до речі, львів'янина), доповідачка зацитувала одну з його фраз, яку варто повторити: «Допоки українці зберігають свою національну єдність, допоки люди продовжують думати про себе як про українців і прагнути незалежности, до тих пір Україна являє собою серйозну загрозу для самої суті совєтизму». Лемкін зазирнув у саме серце російської/совєтської імперської сутності. І хоча більшість притомних людей світу навіть уявити не могли того, що витворяє Путін, Лемкін разом з іншими юристами сформулювали постулати, які приведуть сьогоднішніх справців злочину геноциду на нюрнберзьку лаву підсудних.

## Вибрані публікації
- The Russian Federation's Escalating Commission of Genocide in Ukraine: A Legal Analysis. — New Lines Institute, 2023
- Kristina Hook Why Russia's war in Ukraine is a genocide.//Foreign Affairs, 28.07.2022
- K. Hook, E. Verdeja Social media misinformation and the prevention of political instability and mass atrocities// Stimson Center – p.7, 2022
- K. Hook, R. Marcantonio Environmental dimensions of conflict and paralyzed responses: the ongoing case of Ukraine and future implications for urban warfare//Small Wars & Insurgencies,  p. 1-29  		•
- K Hook, R Marcantonio Grappling with environmental risks in the fog of war//Bulletin of the Atomic Scientists 10
- K. Hook Holistic healing: A case for integrating trauma recovery and peacebuilding//Healing and Peacebuilding after War, 2020, p. 36-50
- K. Hook Pinpointing Patterns of Violence: A Comparative Genocide Studies Approach to Violence Escalation in the Ukrainian Holodomor//Genocide Studies and Prevention #15 (2), 2021, p. 10-36
- R. Marcantonio, K. Hook The Environment in Warfare-Related Policy Making: The Case of Ukraine//Small Wars Journal, 2020, #1
- K. Hook, R. Marcantonio War-Related Environmental Disaster in Ukraine// Bulletin of the Atomic Scientists, 2018

### В Україні
Працюючи в Україні, Крістіна Гук дала кілька інтерв'ю, зокрема Суспільному та робила численні презентації. Її дослідження популяризувались в «Українській Правді», у "Текстах" та в інших медіа.